# Ermezynda I Luksemburska
Ermezynda (ur. 1186, zm. 12 lutego 1247) – hrabia Luksemburga od 1196 r. (od 1226 r. samodzielnie).

## Życiorys
Była córką hrabiego Luksemburga i Namur Henryka IV Ślepego oraz Agnieszki, córki hrabiego Geldrii. Urodziła się, gdy jej ojciec miał ok. 70 lat i wobec braku dzieci wyznaczył już innego dziedzica, swego siostrzeńca Baldwina V z Hainaut. Gdy urodziła się Ermezynda, ojciec chcąc zapewnić objęcie przez nią sukcesji zaręczył ją jeszcze jako niemowlę z hrabią Szampanii Henrykiem II. Ponieważ jednak małżeństwo z powinowatym króla francuskiego spotkało się ze sprzeciwem cesarza, Henryk ponownie zaręczył córkę z dziedzicem hrabstwa Baru, Tybaldem – ich ślub nastąpił w 1189 r. W tym samym roku Baldwin z Hainaut objął hrabstwo Namur.
Po śmierci Henryka IV Ślepego w 1196 r. rządy w Luksemburgu objął w imieniu Ermezyndy jej mąż. Zmarł w 1214, a Ermezynda w ciągu kilku miesięcy poślubiła kolejnego lokalnego feudała, tym razem księcia Limburga Walrama III. Ten z kolei zmarł w 1226 r. i wówczas Ermezynda rozpoczęła samodzielne rządy w hrabstwie Luksemburga (do którego przyłączyła Arlon, należący uprzednio do jej drugiego męża).
Okres panowania Ermezyndy zaznaczył się pokojem i dobrobytem, dzięki czemu jej osoba wspominana jest w historiografii Luksemburga z uznaniem. Ermezynda pozostawiła po sobie szereg fundacji klasztornych. Wykorzystała też okazję do zwiększenia samodzielności w sprawowaniu rządów nad księstwem, jaką dawało zaangażowanie cesarza Fryderyka II w walkę z papiestwem.
Jej następcą został syn z drugiego małżeństwa, Henryk V Blondel, założyciel dynastii luksemburskiej.